# Крекінг-установки в Гаосюні
Крекінг-установки в Гаосюні – закриті нафтохімічні виробництва тайванської China Petroleum Corporation (CPC), котрі знаходились на південно-західному узбережжі острова у місті Гаосюн.
У 1941 році японський ВМФ розпочав спорудження нафтопереробного заводу в Гаосюні. Після деколонізації він перейшов до державної China Petroleum Corporation, котра в 1968-му доповнила майданчик установкою парового крекінгу, здатною продукувати 55 тисяч тонн етилену на рік. В 1975-му тут стала до ладу установка №2, розрахована на вироництво 230 тисяч тонн етилену, 95 тисяч тонн пропілену та 32 тисяч тонн бутадієну. Здатність продукувати різні ненасичені вуглеводні була наслідком використання для піролізу доволі важкої (як для нафтохімії) сировини – газового бензину (naphtha).
У 1990-1994 роках в Гаосюні спорудили установку №5 (третя та четверта перед тим з’явились на сусідньому майданчику в Ліньюані – всі піролізні виробництва CPC на газовому бензині мали наскрізну нумерацію, до якої не потрапила лише установка в Тоуфені, котра використовувала іншу сировину – етан). При цьому в 1990-му зупинили найбільш стару установку №1, а до кінця століття вивели з експлуатації і №2. Установка №5 мала річну потужність по етилену на рівні 500 тисяч тонн та кілька років залишалась найпотужнішим об’єктом свого типі на Тайвані (допоки на стало до ладу друге піролізне виробництво у Майліао).
Продукований на майданчику етилен споживали різноманітні виробництва, як в Гаосюні, так і у розташованому неподалік індустріальному парку Даше. Зокрема, в 1968-му почала роботу лінія компанії USI Corporation по випуску поліетилену, за три роки стартувало виробництво мономеру вінілхлориду компанії Taiwan VCM Corporation, а в 1973-му у Даше запустили належний CMFC завод етиленгліколю. В подальшому кожен з цих заводів був суттєво розширений – USI Corporation наразі має дві лінії загальною потужністю 280 тисяч тонн поліетилену, Taiwan VCM Corporation продукує 450 тисяч тонн мономеру, а CMFC може випускати оксид етилену та етиленгліколь у об’ємах 57 та 150 тисяч тонн відповідно. З'явились також інші споживачі, чому зокрема сприяв розвиток згаданого вище піролізного майданчику в Ліньюані. У підсумку останній з 2015-го став єдиним постачальником місцевої сировини для всіх цих похідних виробництв, оскільки установку №5 вивели з експлуатацію через екологічні міркування (ще до початку її будівництва CPC через активні протести місцевих мешканців зобов’язалась закрити об’єкт через 25 років).